# Itero de la Vega
Itero de la Vega é um município da Espanha na província de Palência, comunidade autónoma de Castela e Leão, de área 21 km² com população de 193 habitantes (2004) e densidade populacional de 10,30 hab/km².

## Demografia
| Variação demográfica do município entre 1991 e 2004 | Variação demográfica do município entre 1991 e 2004 | Variação demográfica do município entre 1991 e 2004 | Variação demográfica do município entre 1991 e 2004 |
| --------------------------------------------------- | --------------------------------------------------- | --------------------------------------------------- | --------------------------------------------------- |
| 1991                                                | 1996                                                | 2001                                                | 2004                                                |
| 280                                                 | 258                                                 | 226                                                 | 215                                                 |